# Marcel Poot
Marcel Michel baron Poot (Vilvoorde, 7 mei 1901 – Brussel, 12 juni 1988) was een Belgisch componist, professor in de muziek en klarinettist. Zijn vader, Jan Poot, was directeur van de Koninklijke Vlaamse Schouwburg te Brussel, moeder was Louise Jeannette Demarez.

## Levensloop
Poot was op jeugdige leeftijd klarinettist in het harmonieorkest van Vilvoorde. Er volgden lessen voor orgel bij Gerard Nauwelaarts, die zelf organist was. Verdere studies vonden plaats aan het Koninklijk Conservatorium in Brussel compositieleer en instrumentatie bij Arthur De Greef, piano bij José Sevenans, harmonieleer bij Martin Lunssens alsook aan het Koninklijk Vlaams Conservatorium te Antwerpen onder andere contrapunt en fuga bij Lodewijk Mortelmans. Bij Paul Gilson studeerde hij privé compositie. In 1929 behaalde hij de Rubensprijs, die verbonden was met een studiebeurs. Daarmee studeerde hij in 1930 in Parijs bij Paul Dukas aan de École Normale de musique de Paris.
Na zijn studie was hij muziekleraar, muziekredacteur en freelance componist. In 1925 stichtte hij met enkele andere muziekstudenten van Paul Gilson de groep De Synthetisten (Les Synthétistes). Deze groep is vergelijkbaar met de in Rusland machtige Groep van vijf en in Frankrijk Groupe des Six. Het doel van deze groep was de krachten te bundelen om het conservatief muziekleven door hedendaagse werken te verbeteren. Verdere leden van deze groep waren René Bernier, Francis de Bourguignon, Théo De Joncker, Maurice Schoemaker, Jules Strens en Robert Otlet.
Poot was ook als publicist 15 jaar actief, waarin hij aan het blad La Revue Musicale Belge, dat hij samen met Paul Gilson gesticht had, en aan het tijdschrift Le Peuple meewerkte.
Vanaf 1939 was hij verbonden aan het Koninklijk Conservatorium te Brussel als docent en professor voor contrapunt en harmonieleer. Hij werd in 1949 opvolger van Léon Jongen als directeur van het conservatorium en behield deze positie tot 1966. In 1960 schreef hij in opdracht het verplicht werk voor piano van de Koningin Elisabethwedstrijd.
Poot stichtte in 1960 de Unie van Belgische Componisten, waarvan hij de eerste voorzitter werd.
Bij de internationale Koningin Elisabethwedstrijd was hij van 1963 tot 1980 voorzitter van de jury en schreef ook meerdere opdrachtcomposities voor deze wedstrijd: Concerto voor piano en orkest, (1959). Het wordt zelden uitgevoerd, maar werd wel in 2007 door het Valley Symphony Orchestra in Los Angeles met pianist Neil Galanter in een Amerikaanse première uitgevoerd. 
Van 1969 tot 1976 was Poot rector van de Muziekkapel Koningin Elisabeth. Hij was ook lid van de Koninklijke Vlaamse Academie van België voor Wetenschappen en Kunsten. Poot werd onderscheiden als Officier van de Leopoldsorde en als Officier in het Franse Legioen van Eer.
Met zijn in 1934 gecomponeerde Vrolijke Ouverture, die hij aan Paul Dukas opdroeg, werd hij over de grenzen van België bekend. Vanwege zijn grote culturele verdiensten ontving hij in 1984 de titel baron.

## Composities

### Werken voor orkest

#### Symfonieën
- 1929 Symphonie nr. 1, voor groot orkest
- 1938 Symphonie nr. 2
- 1952 Symphonie nr. 3, voor orkest
- 1970 Symphonie nr. 4, voor orkest
- 1974 Symphonie nr. 5
  1. Allegro vivo
  2. Adagio
  3. Vivace
- 1978 Symphonie nr. 6, voor orkest
- 1982 Symphonie nr. 7
  1. Molto animato
  2. Andante moderato
  3. Allegro impetuoso

#### Concerten voor instrumenten en orkest
- 1928 Capriccio, voor hobo en orkest
- 1928 Rondo, voor piano en kamerorkest
- 1930 Musiquette, voor piano en orkest
- 1937 Ballade, voor strijkkwartet en orkest
- 1938 Légende épique, voor piano en orkest
- 1942 Concertstuk, voor cello en orkest
- 1948 Ballade, voor klarinet en orkest
- 1948 Ballade, voor altsaxofoon en strijkorkest
- 1955 Ballade, voor viool en orkest
- 1959 Concerto nr. 1, voor piano en orkest
  1. Allegro vivace e con brio
  2. Andante funerale
  3. Allegro scherzando
- 1961 Concertstuk, voor viool en orkest
- 1964 Concerto grosso, voor piano, viool, altviool, cello en orkest
- 1971 Concertino, voor cello en orkest
- 1972 Concertino, voor hobo en orkest
- 1973 Concerto, voor trompet en orkest
- 1975 Concerto nr. 2, voor piano en orkest
- 1977 Concerto, voor klarinet en orkest
- 1980 Concerto, voor altsaxofoon en orkest

#### Andere orkestwerken
- 1923 Variations en forme de danses, voor orkest
- 1926 Charlot, voor orkest
- 1930 Jazz-Music, bewerking voor orkest
- 1930 Vrolijke Ouverture - Ouverture joyeuse, voor orkest (opgedragen aan Paul Dukas)
- 1931 Fugato
- 1935 Allegro symphonique
- 1936 Fantaisie rythmique
- 1937 Danse laudative
- 1937 Impromptu en forme de rondo, voor kamerorkest
- 1944 Fantasia, voor kamerorkest
- 1945 Trois Dances
- 1946 Sinfonietta
- 1946 Musique légère, voor orkest
- 1947 Rhapsodie
- 1948 Fantasia
- 1952 Divertimento, voor klein orkest
- 1953 Moto perpetuo
- 1956 Ronde diabolique
- 1957 Fête à Thélème, voor kamerorkest
- 1960 Pygmalion, suite uit het ballet
  1. Eveil de Galathee, Danses et scènes d'amour
  2. Intermezzo des bouffons
  3. Sarabande
  4. Danse de Galathee, Desepoir et mort de Pygmalion
- 1960 Deux mouvements symphoniques
- 1961 Kleine suite
- 1962 Suite en forme de variations
- 1963 Musique pour cordes, voor strijkorkest
- 1966 Engelse suite
- 1976 Symfonische ballade
- 1979 Millennium, voor 4 saxofoons en orkest

### Werken voor harmonie- en fanfareorkest en brassband
- 1922 Vlaamse Rapsodie - Rhapsodie flamande, voor harmonie- of fanfareorkest
- 1922 Défilé Royal - Marche Triomphale, voor harmonie- of fanfareorkest
- 1923 Variations en forme de danses, voor harmonie- of fanfareorkest
- 1923 Dionysos, bacchanale voor harmonie- of fanfareorkest
- 1924 Laetare, ouverture voor harmonie- of fanfareorkest
- 1926 Charlot, drie symfonische schetsen
  1. Attitudes
  2. Struggle for life
  3. Les dieux s'inclinent
- 1928 Tartarin de Tarascon
- 1929 Jazz-music, voor harmonieorkest (gecomponeerd voor de Amerikareis van het Groot Harmonieorkest van de Belgische Gidsen in de lente 1929)
- 1934 Vrolijke Ouverture - Ouverture joyeuse, voor harmonieorkest
- 1938 Mouvement symphonique (Symfonische beweging), voor harmonie- of fanfareorkest
- 1940 Suite, voor harmonieorkest
- 1952 Ouverture rhapsodique, voor harmonie- of fanfareorkest
- 1954 Erefanfare voor Herman Teirlinck
- 1959 Ouverture de concours, voor harmonie- of fanfareorkest
- 1963 Capriccio, voor harmonieorkest
- 1965 Concertante fantasie
- 1965 Divertimento, voor harmonie- of fanfareorkest
- 1967 Fanfare voor Franz André
- 1968 Fantasietta, voor harmonie- of fanfareorkest
- 1968 Concertmuziek - Musique de concert, voor harmonieorkest
- 1969 Ballade, voor harmonieorkest
- 1969 Burlesca, voor harmonie- of fanfareorkest
- 1971 Choreografische Fantasie - Fantaisie choreografique, voor harmonie- of fanfareorkest
- 1975 Concertante Beweging, voor harmonie- of fanfareorkest
- 1978 Fantaisie Concertante
- 1978 Festa Ouverture, voor harmonieorkest
- 1978 Vrolijkheid in brass, voor brassband
- 1979 Intrada, voor brassband
  - 1983 Bacchanten, voor harmonieorkest
- 1984 Diptiek
- Danses Profanes, voor harmonie- of fanfareorkest
- Fanfare pour la Victoire
- Humoresque, voor harmonie- of fanfareorkest , orkestratie voor brassband (dr Roger De Pauw)
- Nuptial March (opgedragen aan Franz Helsen)

### Oratoria
- 1943 Le dit du routier, oratorium - tekst: Joseph Weterings
- 1945 Icare, oratorium voor gemengd koor en orkest - tekst: Théo Fleischmann

### Muziektheater

#### Opera's
| Voltooid in | titel                                       | aktes    | première                                            | libretto         |
| ----------- | ------------------------------------------- | -------- | --------------------------------------------------- | ---------------- |
| 1929        | Het ingebeelde eiland                       |          | nooit opgevoerd                                     | Herman Teirlinck |
| 1943        | Moretus oder "Der widerspenstige Verdammte" | 4 scènes | 1 januari 1944, Brussel, Koninklijke Muntschouwburg | Joseph Weterings |

#### Balletten
| Voltooid in | titel                                              | aktes | première | libretto         | choreografie |
| ----------- | -------------------------------------------------- | ----- | -------- | ---------------- | ------------ |
| 1933        | Paris et les trois divines - Paris in verlegenheid |       |          | Herman Teirlinck |              |
| 1937        | Camera                                             |       |          | Joseph Weterings |              |
| 1957        | Pygmalion                                          |       |          | René Jouglet     |              |

### Vocale muziek
- 1938 Trois petits poèmes nègres, voor middenstem en piano
- 1938 Chanson à boire, voor tenor en piano

### Werken voor koor
- 1933 Chanson bachique, voor mannenkoor
- 1945 Icare
- 1948 Attributs, gemengd koor a capella
- 1948 Manège

### Kamermuziek
- 1926 Sonatine, voor viool en piano
- 1929 Etude de concert, voor trompet en piano
- 1931 Impromptu, voor trombone (of saxhoorn) en piano (of trompet en piano)
  1. Allegro
  2. più lento
  3. Allegro
- 1932 Quatuor à clavier
- 1935 Trois pièces en trio, voor pianotrio
- 1938 Petite marche de fête, voor houtblazerskwartet
- 1939 Vijf bagatellen - Cinq Bagatelles, voor strijkkwartet
- 1941 Ballade, voor klarinet en piano
- 1941 Scherzo, voor saxofoonkwartet
- 1942 Divertimento, voor houtblazerstrio
- 1948 Ballade, voor altsaxofoon en piano
- 1948 Ballade, voor cello en piano
- 1948 Octuor, voor klarinet, fagot, hoorn en strijkkwartet
- 1952 Ballade, voor viool en piano
- 1952 Strijkkwartet
- 1953 Arabesque, voor klarinet en piano
- 1953 Sarabande, voor hoorn en piano
- 1953 Sicilienne in g klein, voor dwarsfluit en piano
- 1954 Ballade, voor houtblazerstrio
- 1955 Ballade, voor dwarsfluit en piano
- 1955 Fantasie, voor klarinetsextet
- 1957 Ballade, voor fagot en piano
- 1957 Etude de concert, voor trombone en piano
- 1957 Humoresque, voor trompet en piano
- 1958 Concertino, voor blaaskwintet
- 1958 Divertimento, voor hobo, klarinet en fagot
  1. Danza in stilo antico
  2. Canone
  3. Scherzando
- 1958 Etude de concert, voor trombone en piano
- 1958 Légende, voor hoorn en piano
- 1958 Humoresque, voor trompet in c of bes en piano
- 1959 Légende, voor dwarsfluit en piano
- 1960 Etude nr. XVIII, voor pauken en piano
- 1962 Concertino, voor saxofoonkwartet
- 1962 Duo, voor viool en altviool
- 1963 Concertino, voor dwarsfluit, viool en cello
- 1963 Duo, voor viool en piano
- 1964 Musique, voor houtblazerskwartet
- 1964 Terzetto, voor drie klarinetten
- 1964 Trois petits duos, voor twee trompetten
- 1965 Sonatine, voor klarinet en piano
- 1967 Légende, voor vier klarinetten
- 1967 Légende, voor saxofoonkwartet
- 1968 Concertino, voor dwarsfluit, viool en cello
- 1969 Mosaïque, voor twee dwarsfluiten, twee klarinetten en twee fagotten
- 1969 Quartetto, voor vier hoorns
- 1971 Kamermuziek, voor pianotrio
- 1971 Legende, voor klarinettenkwartet (klarinet in bes I en II, altklarinet, basklarinet)
- 1975 Impromptu, voor koperkwartet (bestaat niet)
- 1976 Berceuse, voor dwarsfluit en piano
- 1976 Concertino voor saxofoonkwartet - Concertino pour quatuor de saxophones
- 1976 Thema con variazioni, voor acht saxofoons
- 1976 Trois pièces, voor dwarsfluit en piano
- 1977 Fantasietta, voor dwarsfluit en piano
- 1977 Scherzetto, voor dwarsfluit en piano
- 1980 Dialogo, voor altviool en piano
- 1981 Concerto, voor saxofoonkwartet
- 1981 Duo, voor viool en altviool

### Werken voor orgel
- 1967 Improvisatie

### Werken voor piano
- 1921 Burlesque
- 1927 Six petites pièces
- 1927 Sonate
- 1928 Danse
- 1936 Les dix premières pièces
- 1936 Six pièces faciles
- 1937 Six petites pièces récréatives
- 1942 Suite
- 1945 Sonatine in Re
- 1947 Rapsodie, voor twee piano's
- 1951 Etude
- 1952 Variations
- 1958 Ballade
- 1967 Bon voyage
- 1975 2e sonatine
- 1976 Alla marcia et barcarolle

### Werken voor harp
- 1937 Six petites pièces récréatives
- 1963 Impromptu, voor harp solo

### Radiospelen
- 1933 Fait-il tuer le mandarin
- 1934 Le soleil de minuit
- 1934 Archibald, danseur de corde
- 1935 Renaut de Montauban
- 1935 Paroles dans un jardin potager
- 1936 Le chat botté